# Star 660
Star 660 — среднетоннажный грузовой автомобиль повышенной проходимости производства завода грузовых автомобилей «FSC Star» в городе Стараховице (ПНР).
Выпускался серийно с 1965 по 1983 год. Активно поставлялся в страны социалистического лагеря в том числе и в СССР. Использовался как для военных нужд, так и в народном хозяйстве.

## История
Star 660 являлся дальнейшей модернизацией ранее выпускаемого армейского грузовика Star 66. По классу был наиболее близок к советскому грузовику ЗИЛ-157, но выгодно отличался от него компоновкой кабина над двигателем и большей грузоподъёмностью. Стандартный автомобиль имел бортовую цельнометаллическую платформу с откидным задним бортом и возможность установки тента. Кабина цельнометаллическая со складной брезентовой крышей. Двери в кабину открывались по ходу движения. Задние колёса односкатные.
На базе Star 660 выпускалось множество специальных автомобилей, в том числе и военных: автокраны (в этом случае была двойная кабина с четырьмя дверями, металлической крышей и местом управления крановщика), автомастерские, передвижные радиостанции и понтонные мосты и многие другие.
С конца 60-х годов Star 660 поставлялись и в СССР, в основном в качестве специализированных автомобилей: автокраны и очень нужные народному хозяйству передвижные автомастерские Jelcz-574 (на основном фото данной статьи). Последняя имела цельнометаллический кузов в котором были: сверлильный и токарный станки, ручной пресс, слесарные верстаки, пескоструйная установка очистки свеч зажигания, установка регулирования форсунок дизельных двигателей, трехфазный генератор, компрессор, оборудование газовой сварки, селеновый выпрямитель и заточной станок. Так же автомастерская имела монтируемый на передний бампер кранк-балку грузоподъёмностью в 1 тонну для монтажа и демонтажа двигателей и прочих тяжелых механизмов в полевых условиях. В походном положении стрела крана устанавливалась на боковину кузова. Необходимость такой автомастерской была настолько велика, что она выпускалась и поставлялась в СССР и со следующей моделью аналогичного грузового автомобиля Star 266.
Из-за своего необычного внешнего вида Star 660 даже успели сняться в некоторых советских фильмах. Например, автокран в детском фильме «Новые приключения Дони и Микки», автомастерская Jelcz-574 в детском фильме «Приключения Электроника», (её по иностранному городу скрываясь от погони гангстеров Стампа ведёт сам Электроник), а также в роли грузовика гитлеровцев в фильме «Водитель автобуса».